# Vailly-sur-Sauldre
Vailly-sur-Sauldre je francouzská obec v departementu Cher v regionu Centre-Val de Loire. V roce 2010 zde žilo 790 obyvatel. Je centrem kantonu Vailly-sur-Sauldre.

## Vývoj počtu obyvatel
Počet obyvatel